# MKS-Einheitensystem
Das MKS-Einheitensystem, kurz auch MKS-System genannt, ist ein absolutes metrisches System mit den drei Basiseinheiten Meter (m), Kilogramm (kg) und Sekunde (s). Durch Hinzunahme des Ampere (A) als vierte Basiseinheit gelangte man 1939 zum MKSA-System. Dieses System ging 1960 in dem heute gebräuchlichen Internationalen Einheitensystem (SI) auf.